# Assens (Vaud)
Assens es una comuna suiza del cantón de Vaud, situada en el distrito de Gros-de-Vaud. Limita al norte con la comuna de Echallens, al este con Bottens y Bretigny-sur-Morrens, al sur con Morrens y Etagnières, al oeste con Bioley-Orjulaz, y al noroeste con Saint-Barthélemy.
La comuna formó parte hasta el 31 de diciembre de 2007 del distrito de Echallens, círculo de Echallens.

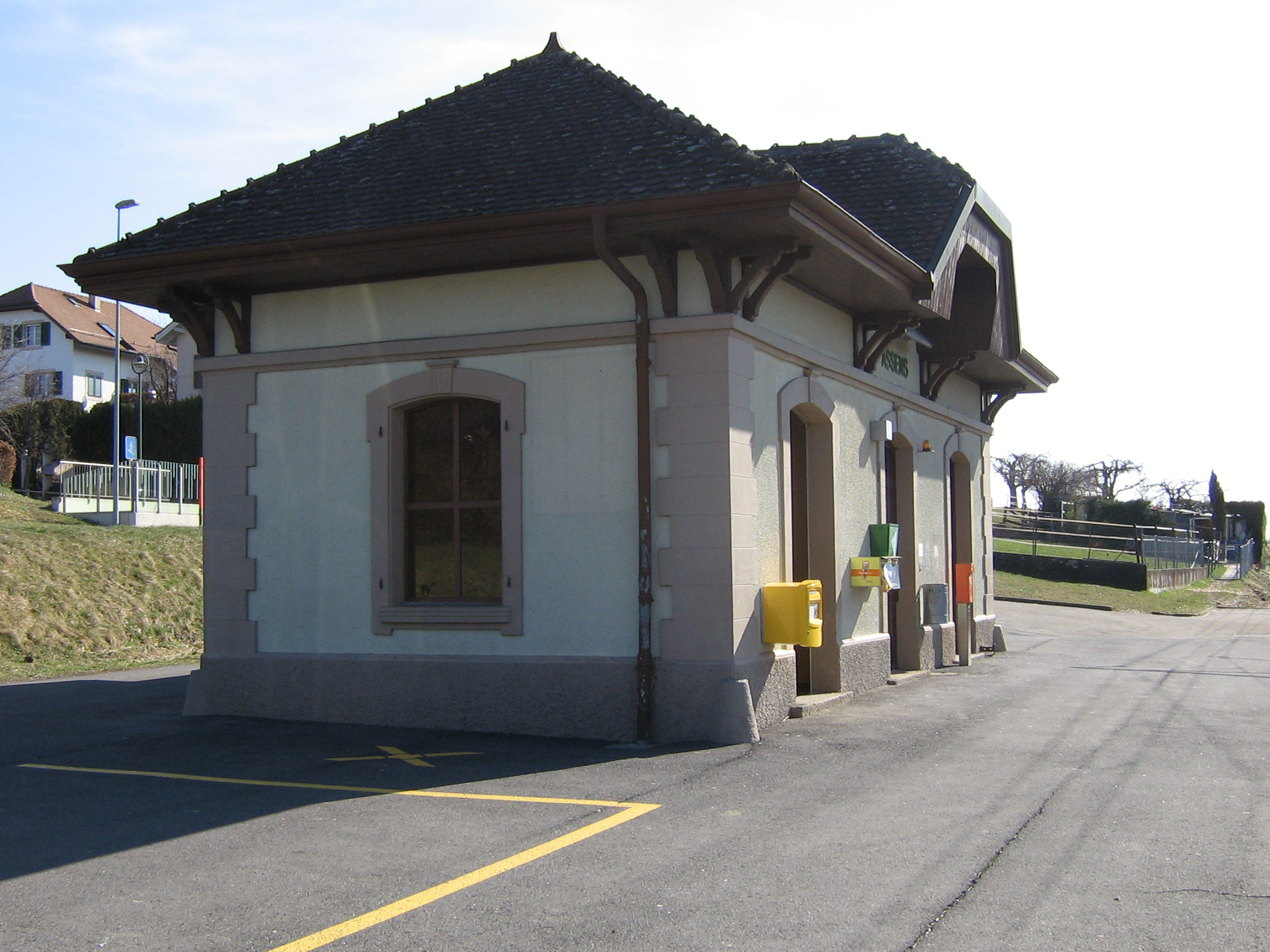
Estación de tren de Assens.